# Роккетта-Бельбо
Роккетта-Бельбо (італ. Rocchetta Belbo, п'єм. Rochëtta an Belb) — муніципалітет в Італії, у регіоні П'ємонт,  провінція Кунео.
Роккетта-Бельбо розташована на відстані близько 470 км на північний захід від Рима, 65 км на південний схід від Турина, 60 км на північний схід від Кунео.
Населення — 173 особи (2014).
Щорічний фестиваль відбувається 26 липня. Покровитель — Sant'Anna.

## Демографія
Населення за роками:

Станом на 1 січня 2023 року в муніципалітеті офіційно проживало 12 іноземців з 8 країн, серед них 2 громадяни країн Євросоюзу.

## Сусідні муніципалітети
- Кастіно
- Коссано-Бельбо
- Манго
- Везіме